# マウリシオ・リマ
マウリシオ・リマ（Maurício Camargo Lima、1968年1月27日 - ）は、ブラジルの男子バレーボール選手。カンピーナス出身。ポジションはセッター。元ブラジル代表。

## 来歴
ブラジル・スーパーリーガのクラブから、1993年イタリア・セリエAのモデナへ移籍。翌年コッパ・イタリア優勝に貢献する。2003年にミナス・ベロオリゾンテから10年ぶりにセリエAへ復帰し、マチェラータ在籍時の2005年にCEVカップ優勝を経験した。
ナショナルチームにおいてもブラジル代表のセッターとして長きに渡り活躍し、5大会連続出場したオリンピックでは、1992年バルセロナオリンピック、2004年アテネオリンピックで金メダルを獲得した。世界選手権には4大会連続出場し、2002年世界選手権で金メダルを獲得、翌2003年ワールドカップでも金メダルを獲得した。14大会出場し、4度の優勝と、2度の準優勝を飾ったワールドリーグでは、1993年ワールドリーグでベストセッター賞を受賞した。

## 球歴
- オリンピック - 1992年、2004年（金メダル）、1988年、1996年、2000年
- 世界選手権 - 2002年（金メダル）、1990年、1994年、1998年
- ワールドカップ - 2003年（金メダル）、1991年
- ワールドリーグ - 1993年、2001年、2003年、2004年（優勝）、1995年、2002年（準優勝）

## 所属クラブ
- ECバネスパ（1988-1991年）
- パッラヴォーロ・モデナ（1993-1994年）
- オリンピクスEC（1998-1999年）
- ミナス・テニス・クルーベ（1999-2003年）
- ガベカ・モンティキアーリ（2003-2004年）
- ルーベ・マチェラータ（2004-2005年）